# Myron Romanul

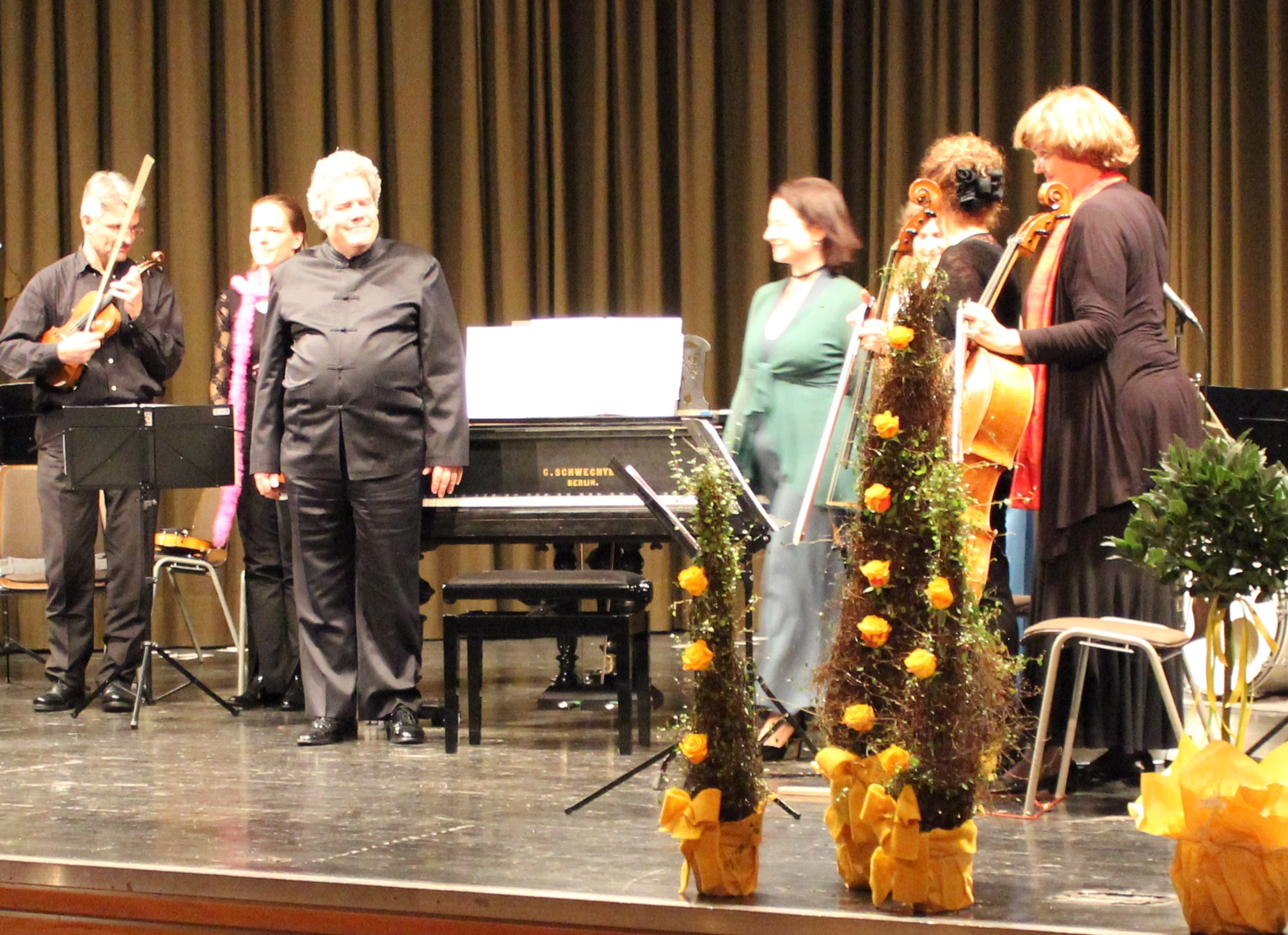
Myron Romanul bei Neujahrskonzert in Warburg (2014)

Myron Romanul (* 21. März 1954 in Baltimore, Maryland, USA) ist ein US-amerikanischer Pianist und Dirigent.

## Leben
Er wuchs in einer Musikerfamilie in Boston auf. Seine Großmutter war Stella Roman, eine damals bekannte dramatische Sopranistin an der Mailänder Scala und der Metropolitan Opera.
Mit sechs Jahren begann er mit dem Klavierstudium und Auswendiglernen von Orchesterpartituren. Fünf Jahre später gab er als Gewinner des Harry Dubbs Memorial Award sein Bühnendebüt als Klaviersolist mit dem Boston Symphony Orchestra. Ergänzend zum Klavier studierte er Dirigieren am England Conservatory of Music, an der Boston University School of Music und am Berkshire Music Center in Tanglewood bei Seiji Ozawa, Gunther Schuller und Joseph Silverstein. Nach Aufgaben als Assistant Music Director beim Massachusetts Symphony Orchestra und an der Boston Lyric Opera wurde er Erster Dirigent des Boston Ballet. 1970–1979 arbeitete er mit Arthur Fiedler, der ihn liebevoll als „Dial-A-Concerto“ bezeichnete, zusammen. Er assistierte ihm im Bereich der Programmgestaltung und begleitete ihn und das berühmte Boston Pops Orchestra als Klaviersolist auf Tourneen.
1985 zog er nach Deutschland und war dort bis 1990 zunächst Dirigent und Pianist am Staatstheater Stuttgart. Es folgten Festengagements am Badischen Staatstheater Karlsruhe, Staatstheater Mainz und am Aalto-Theater Essen. Als Gastdirigent arbeitete er mit zahlreichen Orchestern und Opernhäusern zusammen, darunter dem Gewandhausorchester Leipzig, dem National Symphony Orchestra in Washington, D.C. und dem Central Massachusetts Symphony Orchestra. Konzertreisen führten ihn durch USA, Italien, Japan, China, Korea, der Türkei, Island, Norwegen, Venezuela, Brasilien, Rumänien und Australien. Zudem war er 16 Jahre lang künstlerischer Direktor des Fairbanks Summer Arts Festival in Alaska.
Seine Aktivitäten als Pianist und Cembalist umfassen zahlreiche Kammermusikaufführungen u. a. mit den Boston Symphony Players und der Chamber Music Society of Lincoln Center. Er begleitete Künstler wie Henryk Szeryng, Rudolf Kolisch, Walter Trampler, Joseph Silverstein, Roman Totenberg, Peter Zazofsky, Rafael Hillier, Leslie Parnas, Deborah Sasson und Peter Hofmann. Als einer der wenigen Zymbalisten der USA trat er mit verschiedenen Orchestern und Gruppen wie Speculum Musicae unter der Leitung von Pierre Boulez auf und spielte CDs ein, darunter auch die Filmmusik zu Gorky Park.
Seit 2003 ist er Dirigent am Nationaltheater München, an dem er bereits seit 1987 Aufführungen der Bayerischen Staatsoper und des Balletts leitet. Daneben arbeitet er als Principal Conductor des Massachusetts Symphony Orchestra und als Gastdirigent am His Majesty’s Theater in Perth, Australien, sowie am Opernhaus Halle.

## Aufnahmen
- Scott Joplin: The Red Back Book, New England Conservatory Ragtime Ensemble, Angel-EMI, Boston 1974
- Hans Schaeuble: Orchesterwerke, Württembergische Philharmonie, VDE-GALLO, Stuttgart 2011
- Myron Romanul: The Piano Of The Opera, edition hera, Stuttgart 2012

## Preise und Auszeichnungen
- 1965: Harry Dubbs Memorial Award als Solist mit dem Boston Symphony Orchestra
- 1974: Grammy Award als »Beste klassische Kammermusik« für die Aufnahme von »Scott Joplin: The Red Back Book« bei Angel-EMI
- 1980: 1. Preis mit seinem Klavierquartett beim Kammermusikwettbewerb Jeunesses Musicales International in Belgrad
- 2007: Finalist beim Internationalen Opernleitungs-Wettbewerb "Béla Bartók" in Cluj, Rumänien